# Oświetlenie zapasowe
Oświetlenie zapasowe (ang. stand-by lighting) – część oświetlenia awaryjnego umożliwiająca kontynuację normalnych czynności w sposób podstawowo niezmienny.
Awaryjne oświetlenie zapasowe należy stosować w pomieszczeniach, w których po zaniku oświetlenia podstawowego istnieje konieczność kontynuowania czynności w niezmieniony sposób lub ich bezpiecznego zakończenia, przy czym czas działania tego oświetlenia powinien być dostosowany do uwarunkowań wynikających z wykonywanych czynności oraz warunków występujących w pomieszczeniu.